# Nuraghe Antigori

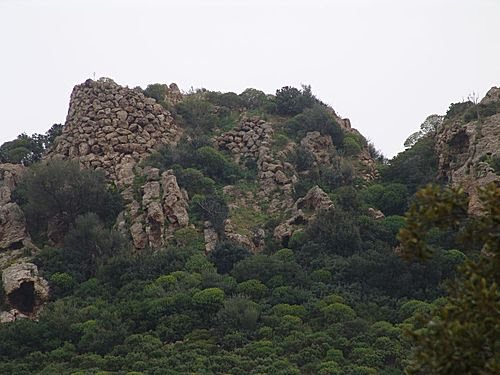
Nuraghe Antigori

Die Nuraghe Antigori ist eine ungewöhnliche, da aus separat stehenden Türmen und Mauern gebildete dreiteilige Anlage der Nuraghenkultur. Sie liegt unweit der Nuraghe Sa Domu ’e s’Orcu bei Sarroch in der Metropolitanstadt Cagliari auf Sardinien. Nuraghen sind prähistorische Turmbauten der Bonnanaro-Kultur (2200–1600 v. Chr.) und der ihr nachfolgenden Nuraghenkultur (etwa 1600–400 v. Chr.) auf Sardinien.

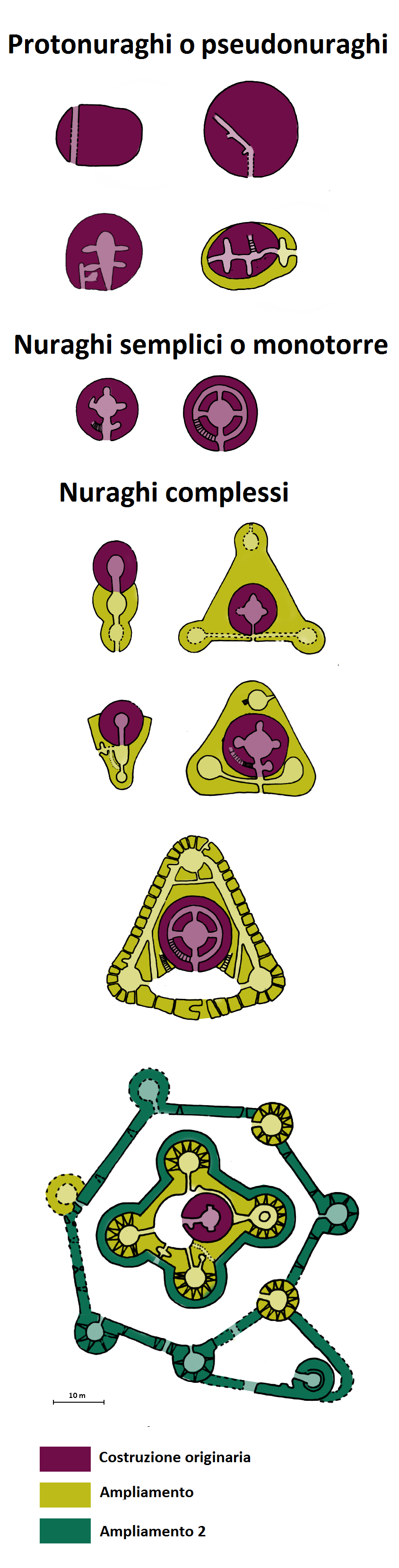
Nuraghenentwicklung und Typen

## Lage
Die Gegend lag ideal für den frühen mediterranen Seehandel. Der Nuraghenkomplex und sein Umfeld ist bekannt für die Funde mykenischer Keramik des 13. und 12. Jahrhunderts v. Chr. Viele Scherben können in die Periode SH III B (1340–1190 v. Chr.), andere in die frühe und mittlere Phase von SH III C (1190–1110 v. Chr.) datiert werden. Zwischen ihnen fand sich ein Stück Eisen, das vermutlich von der Insel Zypern stammt, auf der zu dieser Zeit die Eisenherstellung begann. Im nahen Gigantengrab San Cosimo fand sich ein eiserner Angelhaken aus derselben Periode. Erwähnenswert ist der Fund eines Ochsenhautbarrens aus Kupfer in der Gegend von Capoterra (15 km entfernt) und der eines Bronzedreifuß in der Grotte von Pirosu bei Santadi im Sulki. Der Dreifuß stellt die Nachahmung zyprischer Prototypen dar. Die etwa 30 km entfernte Höhle ist einer der wichtigsten Kultplätze im Hinterland von Sarroch, jener Region, die heute den Parco del Sulcis ausmacht. Aus späterer Zeit fand sich in der Nuraghe Antigori auch phönizische und punische Keramik.

## Funde
Die Funde belegen, dass die Mykenische Kultur vor den Phöniziern weitreichende Handelsbeziehungen hatte, an deren Endpunkten einerseits Sardinien und andererseits Zypern, die Levante und Ägypten lagen.
Diese Funde werden von manchen Forschern als Indiz für die umstrittene Identifikation der Sarden mit den Šardana angesehen. Diese werden auf dem Tempel von Medinet Habu in Ägypten als Teilnehmer am Angriff der Seevölker zur Zeit Ramses III. dargestellt. Sie wird auch durch die große Ähnlichkeit nuraghisch-sardischer Votivboote mit Abbildungen solcher auf kykladischer Keramik (z. B. der Insel Skyros) verbunden.
Erstmals erwähnt werden die Šardana als Šerdenu um 1345 v. Chr. in den Amarna-Briefen, in denen Rib-Addi militärische Unterstützung von Echnaton erbat. Rib-Addi (Statthalter von Biblos) beschrieb sie als gefährliche Gegner, die sowohl zu Land als auch zu Wasser angriffen. Šardana-Söldner standen auch schon früh in ägyptischen Diensten. Da die ältesten Erwähnungen mehr als 150 Jahre vor dem Seevölkerangriff auf Ägypten datieren, ist es unwahrscheinlich, dass es sich um bei den Šardana um die Sarden handeln kann.